# Heather Mitts
Heather Blaine Mitts Feeley (Cincinnati, 9 giugno 1978) è un'ex calciatrice statunitense, di ruolo difensore.

## Carriera

### College

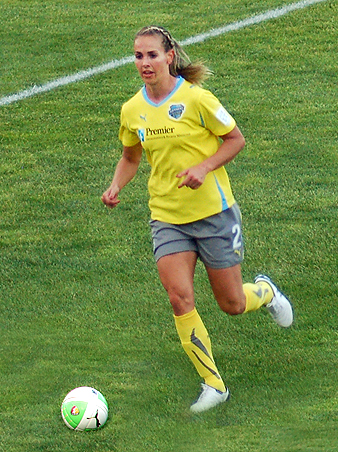
Heather Mitts con la maglia delle Philadelphia Independence

Ha ricevuto una borsa di studio per la University of Florida di Gainesville, dove ha giocato nel campionato universitario dal 1996 al 1999. Nel 1998 vinse il campionato universitario, il primo per la scuola, giocando da titolare, nella difesa della squadra. È la primatista assoluta di presenze con la squadra dell'università, con 95 match disputati, di cui 94 da titolare, altro record. Nel 2000 si è laureata in pubblicità.

### Carriera professionistica
Dopo il college, ha giocato per Tampa Bay Estreme in W-League. L'anno successivo viene inaugurato il nuovo campionato di calcio femminile (WUSA) e si trasferisce a Philadelphia Charge, e nella stagione inaugurale disputa 21 partite con 2 assist, in tre stagioni totali gioca 51 partite e realizza 8 assist. Nel 2003 viene selezionata per il WUSA All-Star Team. Al termine del campionato, nel 2003 la WUSA cessa di esistere.
Nel 2005 torna il W-League con le Central Florida Krush, ma poiché in questo periodo gioca molte partite con la Nazionale degli USA, disputa solo 4 partite.
Dopo l'introduzione della Women's Professional Soccer, Mitts si trasferisce a Boston Breakers, dove disputa 19 partite a cui si aggiunge un assist.
Nell'ottobre 2009 firma un contratto per la stagione successiva con il Philadelphia Independence, squadra con cui disputa una sola stagione, scendendo in campo 17 volte, prima di trasferirsi da freeagent all'Atlanta Best, dove disputa solamente 8 partite, per poi svincolarsi definitivamente dalla squadra.

### Nazionale
Con la nazionale statunitense ha disputato 127 partite e realizzato 2 reti, e inoltre ha vinto tre edizioni consecutive dei giochi olimpici, a Atene 2004, Pechino 2008 e Londra 2012.